# Liste des districts du Meghalaya

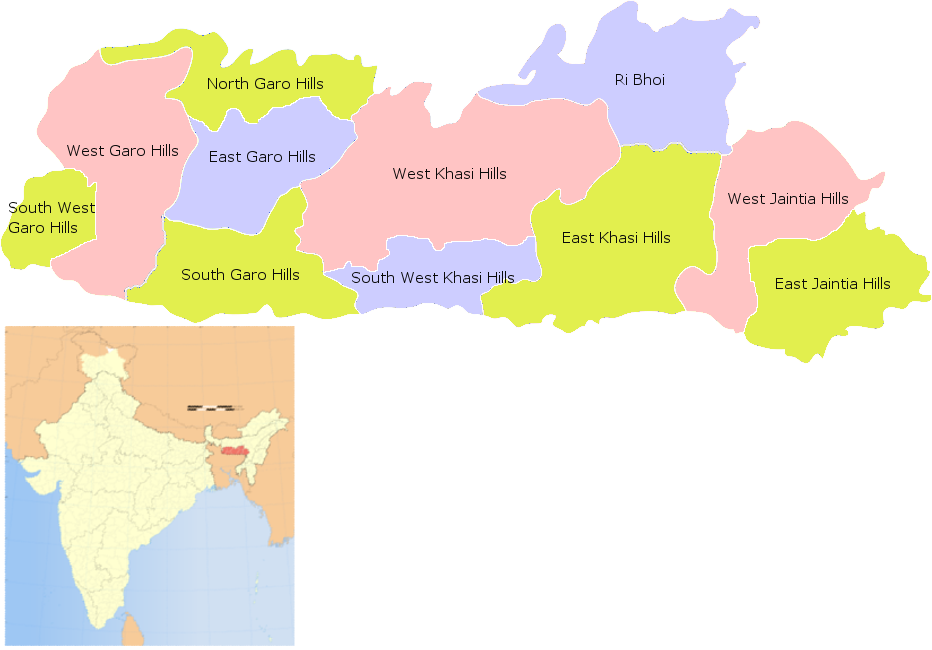
Les 11 districts du Meghalaya

L'État du Meghalaya en Inde est formé de 11 districts :

## Liste des districts
| Sigle | District                            | Chef-lieu    | Population (2011) | Superficie (km²) | Densité 2011 | Site officiel                                                           |
| ----- | ----------------------------------- | ------------ | ----------------- | ---------------- | ------------ | ----------------------------------------------------------------------- |
| EG    | District des East Garo Hills        | Williamnagar |                   |                  |              | https://web.archive.org/web/20080615020254/http://eastgarohills.nic.in/ |
| EK    | District des East Khasi Hills       | Shillong     |                   |                  |              | http://eastkhasihills.gov.in/                                           |
|       | District des East Jaintia Hills     | Jowai        |                   |                  |              | http://jaintia.nic.in/                                                  |
|       | District des West Jaintia Hills     | Khliehriat   |                   |                  |              | http://jaintia.nic.in/                                                  |
| RB    | District de Ri-Bhoi                 | Nongpoh      |                   |                  |              | http://ribhoi.gov.in/                                                   |
| SG    | District des South Garo Hills       | Baghmara     |                   |                  |              | http://southgarohills.gov.in/                                           |
|       | District des West Garo Hills        | Tura         |                   |                  |              | http://westgarohills.gov.in/                                            |
|       | District des North Garo Hills       | Resubelpara  |                   |                  |              | http://westgarohills.gov.in/                                            |
|       | District des South West Garo Hills  | Ampati       |                   |                  |              | http://westgarohills.gov.in/                                            |
|       | District des West Khasi Hills       | Nongstoin    |                   |                  |              | http://westkhasihills.gov.in/                                           |
|       | District des South West Khasi Hills | Mawkyrwat    |                   |                  |              | http://westkhasihills.gov.in/                                           |